# 파주 소령원
파주 소령원(坡州 昭寧園)은 대한민국 경기도 파주시 광탄면에 있는 조선 21대 영조(재위 1724∼1776)의 어머니인 숙빈 최씨의 무덤이다. 1991년 10월 25일 대한민국의 사적 제358호 소령원으로 지정되었다가, 2011년 현재의 명칭으로 변경되었다.

## 개요
조선 19대 숙종(재위 1674∼1720)의 후궁이며 21대 영조(재위 1724∼1776)의 어머니인 숙빈 최씨의 무덤이다.
숙빈 최씨는 최효원의 딸이며 숙종 44년(1718)에 49세로 죽었다. 효심이 지극했던 영조는 최씨의 무덤 근처에다 막을 짓고 무덤을 받들었으며, 친필 비(碑)와 비각을 4곳에 세웠다. 위패는 조선시대 역대왕이나 추존된 왕의 생모인 7명의 후궁을 모신 칠궁(七宮)중 육상궁에 모셨다.
무덤 주변에는 여러 석물들이 있으며 정자각이 있다.
1718년(숙종 44년)에 숙빈 최씨가 사망하여 처음 숙빈묘를 조성하였고, 1744년(영조 20년)에 묘의 이름을 소령묘라고 고쳤다. 1753년(영조 29년)에 왕의 사친 추존 제도가 성립된 후에 원으로 격상되었다.

## 방문
파주 소령원은 사적지 원형 보존과 훼손 방지를 위하여 비공개로 관리중이다. 학술조사 등 목적으로 관람을 희망할 경우에는 사전에 서부지구관리소 파주삼릉에서 허가를 받은 후 출입 가능하다.

## 같이 보기
- 숙빈 최씨
- 숙빈최씨 소령원도 - 보물 제1535호

## 참고 자료
- 파주 소령원 - 국가유산청 국가유산포털